# Salvatore Aronica
Salvatore Aronica (Palermo, 20 gennaio 1978) è un allenatore di calcio ed ex calciatore italiano, di ruolo difensore, tecnico del Trapani.

## Biografia
Il 23 giugno 2003 si è sposato con Caterina Moltrasio, palermitana. La coppia ha due figli: Giovanni (nato nel 2004 e anch'egli calciatore) e Greta (nel 2010) nata a Napoli.
Dal maggio 2007 è cittadino onorario di Reggio Calabria, dopo la salvezza raggiunta con la squadra locale.
Nel 2024 si laurea in scienze motorie.

### Controversie
Il 24 marzo 2009 è stato inserito nella lista degli indagati, insieme a Franco Brienza e Vincenzo Montalbano, per l'inchiesta su presunte combine di partite del Palermo disposte dalla mafia. L'inchiesta che lo riguarda si riferisce al 2003, quando vestiva la maglia dell'Ascoli. Nel settembre dello stesso anno la Procura di Palermo ha archiviato l'indagine, anche perché il reato sarebbe caduto in prescrizione.

## Caratteristiche tecniche

### Giocatore
Ha giocato prevalentemente come difensore centrale in una difesa composta da tre uomini, anche se saltuariamente è stato utilizzato come terzino sinistro: ciò è avvenuto sia nella difesa a 4, quando per esempio al Messina ha sostituito il terzino titolare Parisi, sia in una difesa a tre, come al Napoli, dove l'allenatore Walter Mazzarri l'ha utilizzato in un 3-5-2.
Giocatore molto grezzo tecnicamente, ma una forte personalità e potenza fisica gli hanno garantito di giocare ad alti livelli in Europa.

## Carriera

### Giocatore

#### Bagheria e Juventus
Inizia con la maglia del Bagheria, con cui esordisce nel Campionato Nazionale Dilettanti. Nel 1996 viene acquistato dalla Juventus, dove in due anni disputa la partita del 15 febbraio 1998 Juventus-Sampdoria (3-0), valida per la 21ª giornata di campionato e in cui è subentrato a Moreno Torricelli al 49'. A fine stagione vince lo scudetto con la squadra bianconera.

#### Reggina, Crotone, Ascoli e Messina
Nel luglio 1998 passa alla Reggina, con cui gioca 2 partite di Coppa Italia prima di esser girato in prestito a ottobre al Crotone in Serie C1, dove gioca 107 partite di campionato in quattro stagioni segnando il suo unico gol da professionista, nella partita del 4 febbraio 2001 vinta 2-1 sul campo del Ravenna.
Viene acquistato nell'estate del 2002 dalla Fiorentina, squadra che dovrà poi abbandonare a causa del fallimento della società gigliata. Si accasa così all'Ascoli, giocandovi titolare in Serie B, e l'anno successivo viene acquistato dal Messina dove gioca una stagione in Serie B e due in Serie A.
Nel 2006 ritorna a Reggio Calabria contribuendo alla salvezza partendo con 11 punti di penalizzazione. Nella stagione 2007-2008 viene confermato nella rosa della squadra. Dopo questi due anni da titolare, nel settembre del 2008, dopo una partita di campionato già disputata, si trasferisce al Napoli.

#### Napoli
Il 1º settembre 2008 viene acquistato a titolo definitivo dal Napoli per circa 2,7 milioni di euro. Ha giocato la prima gara con la maglia azzurra il 14 settembre 2008 in Napoli-Fiorentina (2-1), seconda giornata di campionato di Serie A.
Il 14 settembre 2011 debutta in Champions League nella prima partita della fase a gironi giocata in trasferta contro gli inglesi del Manchester City e conclusasi sull'1-1.
In azzurro disputa 141 partite tra campionato e coppe, sollevando la Coppa Italia 2011-2012.

#### Palermo
Il 29 dicembre dello stesso anno viene acquistato a titolo definitivo dal club della sua città, il Palermo. scegliendo la maglia n° 3. Esordisce da titolare in maglia rosanero alla prima gara utile, cioè Parma-Palermo (2-1) del 6 gennaio valida per la 19ª giornata di campionato. La stagione si conclude con la retrocessione dei rosanero, sancita il 12 maggio 2013 dalla sconfitta esterna per 1-0 contro la Fiorentina della 37ª giornata. Chiude la stagione con 15 presenze in maglia rosanero.
Non viene convocato per il ritiro estivo in vista della stagione 2013-2014 e successivamente non viene inserito nella lista, come da nuovo regolamento, per il campionato di Serie B vinto dalla squadra. Da ottobre torna ad allenarsi con la squadra ma non otterrà presenze nella stagione conclusasi con la promozione in Serie A.
Fuori rosa anche per la stagione 2014-2015, a fine settembre 2014 ha cominciato il corso per diventare allenatore concludendolo con l'ottenimento del Patentino UEFA B. Il 4 dicembre 2014 rescinde consensualmente il contratto che lo legava al club siciliano.

#### Ritorno alla Reggina
Il 14 gennaio 2015 torna alla Reggina dopo sette anni. Il ritorno è avvenuto dopo che per alcune settimane si era allenato con il Parmonval, formazione palermitana di Eccellenza. Debutta il 19 gennaio nell'1-1 interno contro la Paganese. Al termine della stagione 2014-2015 rimane svincolato, ritirandosi dalla carriera agonistica.

### Allenatore
Conclusa la carriera agonistica, consegue il patentino di allenatore di Seconda Categoria - UEFA A, che gli consente di allenare squadre di calcio fino alla Lega Pro.
Inizia la carriera da allenatore nelle giovanili del Trapani, prima seguendo la Berretti, e poi l'Under 17.
Il 18 luglio 2020, viene ufficializzato come nuovo allenatore del Savoia, in Serie D. Il 4 febbraio 2021, alla luce dei risultati insoddisfacenti, la società comunica il suo esonero.
Il 19 dicembre 2022, viene annunciato come nuovo allenatore della Don Carlo Misilmeri, squadra inserita nel girone A del torneo di Eccellenza Sicilia. Conduce biancorossi sino alla semifinale playoff,  dove vengono eliminati dalla Pro Favara.
Il 17 luglio 2024 viene nominato nuovo tecnico della squadra Primavera del Trapani, militante nel Campionato Primavera 4. Il 2 settembre sostituisce ad interim l'esonerato Alfio Torrisi sulla panchina della prima squadra militante in Serie C. Tuttavia, dopo il vincente esordio sulla panchina del Trapani contro il Crotone per 1-2, la società comunica la conferma di Aronica. L'11 dicembre 2024 viene esonerato e, con la squadra decima in classifica, gli subentra Ezio Capuano. Il 30 marzo successivo viene richiamato in panchina, terminando la stagione all’undicesimo posto a due lunghezze dai play-off.

## Statistiche

### Presenze e reti nei club
Statistiche aggiornate al 30 maggio 2015.
| Stagione        | Squadra         | Campionato      | Campionato | Campionato | Coppe nazionali | Coppe nazionali | Coppe nazionali | Coppe continentali | Coppe continentali | Coppe continentali | Altre coppe | Altre coppe | Altre coppe | Totale | Totale |
| Stagione        | Squadra         | Comp            | Pres       | Reti       | Comp            | Pres            | Reti            | Comp               | Pres               | Reti               | Comp        | Pres        | Reti        | Pres   | Reti   |
| --------------- | --------------- | --------------- | ---------- | ---------- | --------------- | --------------- | --------------- | ------------------ | ------------------ | ------------------ | ----------- | ----------- | ----------- | ------ | ------ |
| 1994-1995       | Bagheria        | CND             | 5          | 0          | CI-D            | ?               | ?               | -                  | -                  | -                  | -           | -           | -           | 5      | 0      |
| 1995-1996       | Bagheria        | CND             | 27         | 0          | CI-D            | ?               | ?               | -                  | -                  | -                  | -           | -           | -           | 27+    | 0+     |
| Totale Bagheria | Totale Bagheria | Totale Bagheria | 32         | 0          |                 | ?               | ?               |                    | -                  | -                  |             | -           | -           | 32+    | 0+     |
| 1996-1997       | Juventus        | A               | 0          | 0          | CI              | 0               | 0               | UCL                | 0                  | 0                  | SU-CInt     | 0           | 0           | 0      | 0      |
| 1997-1998       | Juventus        | A               | 1          | 0          | CI              | 0               | 0               | UCL                | 0                  | 0                  | SI          | 0           | 0           | 1      | 0      |
| Totale Juventus | Totale Juventus | Totale Juventus | 1          | 0          |                 | -               | -               |                    | -                  | -                  |             | -           | -           | 1      | 0      |
| ago-ott. 1998   | Reggina         | B               | 0          | 0          | CI              | 2               | 0               | -                  | -                  | -                  | -           | -           | -           | 2      | 0      |
| ott. 1998-1999  | Crotone         | C1              | 25         | 0          | CI-C            | ?               | ?               | -                  | -                  | -                  | -           | -           | -           | 25     | 0      |
| 1999-2000       | Crotone         | C1              | 25         | 0          | CI-C            | ?               | ?               | -                  | -                  | -                  | SL-C1       | 2           | 0           | 27     | 0      |
| 2000-2001       | Crotone         | B               | 33         | 1          | CI              | 2               | 0               | -                  | -                  | -                  | -           | -           | -           | 35     | 1      |
| 2001-2002       | Crotone         | B               | 24         | 0          | CI              | 2               | 0               | -                  | -                  | -                  | -           | -           | -           | 26     | 0      |
| Totale Crotone  | Totale Crotone  | Totale Crotone  | 107        | 1          |                 | 4+              | 0               |                    | -                  | -                  |             | 2           | 0           | 113+   | 1+     |
| 2002-2003       | Ascoli          | B               | 31         | 0          | CI              | 3               | 0               | -                  | -                  | -                  | -           | -           | -           | 34     | 0      |
| 2003-2004       | Messina         | B               | 32         | 0          | CI              | 1               | 0               | -                  | -                  | -                  | -           | -           | -           | 33     | 0      |
| 2004-2005       | Messina         | A               | 30         | 0          | CI              | 4               | 0               | -                  | -                  | -                  | -           | -           | -           | 34     | 0      |
| 2005-2006       | Messina         | A               | 35         | 0          | -               | -               | -               | -                  | -                  | -                  | -           | -           | -           | 35     | 0      |
| Totale Messina  | Totale Messina  | Totale Messina  | 97         | 0          |                 | 5               | 0               |                    | -                  | -                  |             | -           | -           | 102    | 0      |
| 2006-2007       | Reggina         | A               | 35         | 0          | CI              | 4               | 0               | -                  | -                  | -                  | -           | -           | -           | 39     | 0      |
| 2007-2008       | Reggina         | A               | 35         | 0          | CI              | 1               | 0               | -                  | -                  | -                  | -           | -           | -           | 36     | 0      |
| ago.-set. 2008  | Reggina         | A               | 1          | 0          | CI              | 1               | 0               | -                  | -                  | -                  | -           | -           | -           | 2      | 0      |
| set. 2008-2009  | Napoli          | A               | 23         | 0          | CI              | 2               | 0               | CU                 | 0                  | 0                  | -           | -           | -           | 25     | 0      |
| 2009-2010       | Napoli          | A               | 26         | 0          | CI              | 2               | 0               | -                  | -                  | -                  | -           | -           | -           | 28     | 0      |
| 2010-2011       | Napoli          | A               | 26         | 0          | CI              | 2               | 0               | UEL                | 7                  | 0                  | -           | -           | -           | 35     | 0      |
| 2011-2012       | Napoli          | A               | 31         | 0          | CI              | 4               | 0               | UCL                | 8                  | 0                  | -           | -           | -           | 43     | 0      |
| 2012-gen. 2013  | Napoli          | A               | 5          | 0          | CI              | 0               | 0               | UEL                | 5                  | 0                  | SI          | 0           | 0           | 10     | 0      |
| Totale Napoli   | Totale Napoli   | Totale Napoli   | 111        | 0          |                 | 10              | 0               |                    | 20                 | 0                  |             | -           | -           | 141    | 0      |
| gen.-giu. 2013  | Palermo         | A               | 16         | 0          | CI              | -               | -               | -                  | -                  | -                  | -           | -           | -           | 16     | 0      |
| 2013-2014       | Palermo         | B               | 0          | 0          | CI              | 0               | 0               | -                  | -                  | -                  | -           | -           | -           | 0      | 0      |
| ago.-dic. 2014  | Palermo         | A               | 0          | 0          | CI              | 0               | 0               | -                  | -                  | -                  | -           | -           | -           | 0      | 0      |
| Totale Palermo  | Totale Palermo  | Totale Palermo  | 16         | 0          |                 | 0               | 0               |                    | -                  | -                  |             | -           | -           | 16     | 0      |
| gen.-giu. 2015  | Reggina         | LP              | 11+2       | 0          | CI              | 0               | 0               | -                  | -                  | -                  | -           | -           | -           | 11+2   | 0      |
| Totale Reggina  | Totale Reggina  | Totale Reggina  | 82+2       | 0          |                 | 8               | 0               |                    | -                  | -                  |             | -           | -           | 90+2   | 0      |
| Totale carriera | Totale carriera | Totale carriera | 476+2      | 1          |                 | 30              | 0               |                    | 20                 | 0                  |             | 2           | 0           | 530+2  | 1      |

### Statistiche da allenatore
Statistiche aggiornate al 11 dicembre 2024.
| Stagione                      | Squadra             | Campionato      | Campionato | Campionato | Campionato | Campionato | Coppe nazionali | Coppe nazionali | Coppe nazionali | Coppe nazionali | Coppe nazionali | Coppe continentali | Coppe continentali | Coppe continentali | Coppe continentali | Coppe continentali | Altre coppe | Altre coppe | Altre coppe | Altre coppe | Altre coppe | Totale | Totale | Totale | Totale | % Vittorie | Piazzamento            |
| Stagione                      | Squadra             | Comp            | G          | V          | N          | P          | Comp            | G               | V               | N               | P               | Comp               | G                  | V                  | N                  | P                  | Comp        | G           | V           | N           | P           | G      | V      | N      | P      | %          | Piazzamento            |
| ----------------------------- | ------------------- | --------------- | ---------- | ---------- | ---------- | ---------- | --------------- | --------------- | --------------- | --------------- | --------------- | ------------------ | ------------------ | ------------------ | ------------------ | ------------------ | ----------- | ----------- | ----------- | ----------- | ----------- | ------ | ------ | ------ | ------ | ---------- | ---------------------- |
| 2020-feb. 2021                | Savoia              | D               | 15         | 7          | 5          | 3          | -               | -               | -               | -               | -               | -                  | -                  | -                  | -                  | -                  | -           | -           | -           | -           | -           | 15     | 7      | 5      | 3      | 46,67      | Eson.                  |
| dic. 2022-2023                | Don Carlo Misilmeri | Ecc.            | 15+1       | 6          | 5          | 4+1        | CI-Ecc.         | -               | -               | -               | -               | -                  | -                  | -                  | -                  | -                  | -           | -           | -           | -           | -           | 16     | 6      | 5      | 5      | 37,50      | Sub., 4º               |
| set.-dic. 2024+mar.-giu. 2025 | Trapani             | C               | 18         | 8          | 4          | 6          | CI-C            | 1               | 1               | 0               | 0               | -                  | -                  | -                  | -                  | -                  | -           | -           | -           | -           | -           | 19     | 9      | 4      | 6      | 47,37      | Sub., Eson., Sub., 11º |
| 2025-2026                     | Trapani             | C               | 0          | 0          | 0          | 0          | CI-C            | 1               | 0               | 1               | 0               | -                  | -                  | -                  | -                  | -                  | -           | -           | -           | -           | -           | 1      | 0      | 1      | 0      | &0,00      | in corso               |
| Totale Trapani                | Totale Trapani      | Totale Trapani  | 18         | 8          | 4          | 6          |                 | 2               | 1               | 1               | 0               |                    | -                  | -                  | -                  | -                  |             | -           | -           | -           | -           | 20     | 9      | 5      | 6      | 45,00      |                        |
| Totale carriera               | Totale carriera     | Totale carriera | 49         | 21         | 14         | 14         |                 | 2               | 1               | 1               | 0               |                    | -                  | -                  | -                  | -                  |             | -           | -           | -           | -           | 51     | 22     | 15     | 14     | 43,14      |                        |

## Palmarès

### Giocatore

#### Competizioni nazionali
- Campionato italiano: 1

Juventus: 1997-1998
- Supercoppa italiana: 1

Juventus: 1997
- Serie C1: 1

Crotone: 1999-2000
- Coppa Italia: 1

Napoli: 2011-2012
- Campionato italiano di Serie B: 1

Palermo: 2013-2014

#### Competizioni internazionali
- Coppa Intercontinentale: 1

Juventus: 1996
- Supercoppa UEFA: 1

Juventus: 1996